# Аендорска магьосница
Аендорската магьосница (на иврит: אֵשֶׁת בַּעֲלַת אוֹב בְּעֵין דּוֹר, на гръцки: Αενδωρ ἐγγαστρίμαθος; на латински: Endor pythonem, от мидраша – Цфания или Седекла) е старозаветен персонаж. До нея, търсейки духа на починалия пророк Самуил, в навечерието на решителната битка с филистимците и Давид, се допитва Саул.
Библейската история се съдържа в първа книга Царства (глава 28). В предишната глава се разказва как след смъртта на пророк Самуил филистимците започват война с израилтяните „заставайки на стан в Сонам“. Саул, който е цар на Израил, събира „всички хора“ в израилски стан в Гелвуя.